# Folco Lulli
Folco Lulli, (Florencia, 3 de julio de 1912-Roma, 23 de mayo de 1970) fue un partisano y actor italiano que participó en más de un centenar de películas, entre 1946 y 1970.

## Biografía
Hijo del barítono Gino Lulli y de Ada Toccafondi, participó en la Segunda guerra italo-etíope.
Posteriormente se trasladó a Cuneo donde se unió a la resistencia antifascista uniéndose a las filas de los Badogliani, soldados del ejército italiano que se agruparon en bandas organizadas en la guerra de guerrillas contra Mussolini. Fueron apodados “Blues” porque algunos llevaban un pañuelo azul cielo cortado de la seda de los paracaídas que entregaban el equipo. Como parte de la 1ª Brigada de la División del Grupo Alpino comandada por Mauri Enrico Martini de tendencia monárquica, tuvo el mando de una unidad volante en Val Maudagna y fue jefe de Estado Mayor en el valle de Casotto operando en Langhe, Murazzano, Mombarcaro, etc.
El inicio de su actividad como resistente se registró en una reunión que tuvo lugar en Val Casotto (una vereda del municipio de Pamparato) con diversos oficiales militares, entre ellos el general Perotti, posteriormente fusilado en Turín en 1944. Entre los protagonistas de la formación de este primer grupo de partisanos destacó a Duccio Galimberti (héroe de la resistencia de Cuneo). La reunión tuvo lugar a mediados de octubre de 1943. Lulli permaneció durante muchos meses en Val Casotto, donde comandaba el destacamento Tagliante (un pequeño pueblo en la ladera del monte Alpet).
Capturado por los alemanes, fue deportado a Alemania pero logró escapar a la Unión Soviética y regresar a Italia después de la guerra.
Su faceta cinematográfica se inició al ser descubierto en 1946 por Alberto Lattuada que le quería para un papel en Il bandito. En 1948 se unió a Giulietta Masina en la película Senza pietà y en 1950 participó en la película Luci del varietà de Federico Fellini y Lattuada. En 1951 formó parte del reparto de la película Lebbra bianca junto a Sophia Loren, con quien volvería a actuar en Carosello napoletano (1954).
Es destacable su papel de Luigi, en El salario del miedo (1953), de Henri-Georges Clouzot, junto a Yves Montand, Charles Vanel y Peter Van Eyck y el de Taddeo en El hereje (1958).
En 1964 recibió el Nastro d'Argento por su actuación en I compagni (1963) de Mario Monicelli. 
En 1967, escribe la historia, el guion y dirige Gente d'onore, una película sobre la mafia en la que compartió reparto con a su hermano Piero Lulli, con quien actuó en varias películas más, entre las que destacan Pezzo, capopezzo e capitano (1958), Lupi nell'abisso (1959), Spade senza bandiera (1961) y Eros e Thanatos (1969).
Aquejado de diabetes y dificultades respiratorias, murió de una embolia a la edad de 57 años, la mañana del 24 de mayo de 1970 en el Policlínico Gemelli de Roma. Está enterrado en el Cementerio comunal monumental Campo Verano.

## Filmografía (selección)

### Director y guionista
- Gente d'onore (1967)

### Actor
- Il bandito (1946)
- La primula bianca (1947)
- Il delitto di Giovanni Episcopo (1947)
- Come persi la guerra (1947)
- La figlia del capitano (1947)
- Il Passatore (1947)
- Caccia tragica (1947)
- Il diavolo bianco (1947)
- L'eroe della strada (1948)
- Vertigine d'amore (1948)
- Fuga in Francia (1948)
- Senza pietà (1948)
- Gli uomini sono nemici  (1948)
- Come scopersi l'America (1949)
- Al diavolo la celebrità (1949)
- Totò cerca casa (1949)
- Lo sparviero del Nilo (1950)
- Non c'è pace tra gli ulivi (1950)
- Luci del varietà (1950)
- Lorenzaccio (1951)
- Lebbra bianca (1951)
- I figli di nessuno (1951)
- La ragazza di Trieste (1951)
- Serenata tragica - Guapparia (1951)
- Amore e sangue (1951)
- La colpa di una madre (1952)
- Altri tempi (1952)
- Infame accusa (1952)
- Menzogna (1952)
- La peccatrice dell'isola (1952)
- Prigionieri delle tenebre (1952)
- Le salair de la peur (1952)
- Sposata ieri (1953)
- Riscatto (1953)
- Non vogliamo morire (1953)
- Noi cannibali (1953)
- Maddalena (1954)
- L'air de Paris (1954)
- La grande speranza (1954)
- Orient Express (1954)
- Acque amare (1954)
- Carosello napoletano (1954)
- Il tesoro di Montecristo (1954)
- Stern von Rio (1955)
- Fortune carrée (1955)
- La risaia (1956)
- Londra chiama Polo Nord (1956)
- L'Homme et l'enfant (1956)
- Todos somos necesarios (1956)
- El hereje (1958)
- Il cielo brucia (1957)
- Io, Caterina (1957)
- Occhio per occhio (1957)
- Gli italiani sono matti (1958)
- Pezzo, capopezzo e capitano (1958)
- Nel segno di Roma (1958)
- Polikuska (1958)
- La grande guerra (1959)
- Lupi nell'abisso (1959)
- Vacaciones en la Argentina (1960)
- Sotto dieci bandiere (1960)
- La regina delle Amazzoni (1960)
- Il ratto delle Sabine (1961)
- La spada dell'Islam (1961)
- Spade senza bandiera (1961)
- Marte, dio della guerra (1962)
- Un alibi per morire (1962)
- I compagni (1963)
- Il segno di Zorro (1963)
- Dulcinea (1963)
- Oltraggio al pudore (1964)
- Les parias de la gloire (1964)
- Le meravigliose avventure di Marco Polo (Lo scacchiere di Dio) (1965)
- L'armata Brancaleone (1966)
- Le Grand restaurant (1966)
- Testa di rapa (1966)
- Le vicomte règle ses comptes (1967)
- Anche nel West c'era una volta Dio (1968)
- Non cantare, spara (1968)
- Spara, Gringo, spara (1968)
- Mercanti di vergini (1969)
- Une veuve en or (1969)
- Baltagul (1969)
- Eros e Thanatos (1969)
- Tre nel mille (1971)